# パウル・マイトラ
パウル・マイトラ（Paul Maitla, 1913年3月27日 - 1945年5月10日） は、第二次世界大戦中のエストニアの軍人、ナチス・ドイツ武装親衛隊エストニア人義勇兵であり、騎士鉄十字章を授与された4名のエストニア人のうちの一人。最終階級はSS少佐（SS-Sturmbannführer）。

## 戦前
1913年3月27日、マイトラはパウル・マシーセン（Paul Mathiesen）という名でタルトゥ のKärknaに生まれた。1921年にからSipeの初等学校に通い、1927年からはタルトゥのKomerts中等学校に通った。最終的に1934年にPoeglaste中等学校を卒業し、その後マシーセンからマイトラと改姓した。
1934年9月、マイトラはエストニアの士官学校に入学し、工兵科を専攻した。1937年からは将校としての訓練を受け、1938年秋に卒業した。卒業後はValgaの第3歩兵大隊に配属され、1939年2月24日（独立記念日）にはエストニア大統領から少尉の階級を授けられた。1939年から1940年の間は、タルトゥの中等学校において国防教官を務めた。

## 第二次世界大戦
1940年、エストニアがソ連によって占領されると、マイトラは赤軍に徴集された。しかし1941年7月にはドイツ軍の捕虜となり、11月に釈放された後は第37警察大隊に入隊した。同大隊の任務はドイツ軍の飛行場の警備であった。
1942年10月、マイトラは武装親衛隊の指揮下でソ連と戦うエストニア人義勇兵部隊に入隊した。彼と113名のエストニア兵は基礎訓練のためポーランドへ送られたが、マイトラはバート・テルツSS士官学校で将校教育を受けた。
1943年に訓練を完了した後、マイトラは第45歩兵連隊第Ⅰ大隊第3中隊長に就任した。1943年4月にはネヴァルの戦いに参加し、12月8日に二級鉄十字章を授与された。
1943年12月18日、マイトラはアイノ・アンジェリヤス（Aino Angerjas）と結婚した（同年秋には娘のカイが生まれていた）。1944年初旬、マイトラは病に罹り、2月までタルトゥの病院で療養を続けた。
病が癒えた後の1944年4月、マイトラはSS大尉に昇進し、新設の第20SS武装擲弾兵師団第45連隊第Ⅰ大隊長に就任した。同年のナルヴァの戦い (1944年)のAuvereの戦いではソ連軍の進撃を阻止し、一級鉄十字章を授与された。7月29日、マイトラが率いる第45連隊第Ⅰ大隊はタンネンベルク線において反撃に成功し、マイトラは1944年8月23日付で騎士鉄十字章を授与された。
1944年8月、マイトラはVent戦闘団の指揮官となったが、病が再発して再びタルトゥの病院へ入院した。それからはドイツのBregenzにある病院へ移され、1945年1月まで療養を続けた。その後、マイトラはエストニアから中央ヨーロッパに集まった第45連隊へ戻り、4月20日にSS少佐へ昇進した。

## 最期
近年に至るまでマイトラのその後は明らかにされていなかったが、2005年にチェコのNymburkという街でいくつかの資料が発見された。それによるとマイトラは1945年5月9日にチェコの共産パルチザンに捕らえられ、5月10日に他のエストニア人義勇兵ともども処刑されたという。32歳没。

## 勲章
- 二級鉄十字章（1943.12.08）
- 一級鉄十字章
- 騎士鉄十字章（1944.08.23）

## その他
2006年、エストニアで公開されたドキュメンタリー映画「Sinimäed」は、マイトラの大戦中の日記に基づいた作品である。